# Lasioglossum chalybaeum
Lasioglossum chalybaeum är en biart som först beskrevs av Heinrich Friese 1917.  Lasioglossum chalybaeum ingår i släktet smalbin, och familjen vägbin. Inga underarter finns listade i Catalogue of Life.